# Prywatny lot kosmiczny

Misje kosmiczne odbyte w latach 1957–2020, kolor biały USA, czarny Rosja, jasnoszary inne kraje, ciemnoszary misje międzynarodowe.

Prywatne loty kosmiczne – działalność prowadzona przez podmioty prywatne w zakresie eksploracji kosmosu, transportu orbitalnego i suborbitalnego, a także rozwoju technologii związanych z przestrzenią kosmiczną.
Sektor prywatny stanowi istotną alternatywę dla tradycyjnych programów kosmicznych prowadzonych przez państwowe agencje, takie jak NASA, Roskosmos czy ESA. Prywatne firmy kosmiczne odegrały kluczową rolę w obniżeniu kosztów dostępu do przestrzeni kosmicznej i umożliwiły szeroką komercjalizację działań w kosmosie.

## Historia

### Początki: państwowa dominacja
W pierwszych dekadach eksploracji kosmosu (lata 50. i 60. XX wieku) przestrzeń kosmiczna była domeną wyłącznie państwowych programów kosmicznych. Wyścig kosmiczny pomiędzy Stanami Zjednoczonymi a ZSRR zdominował rozwój technologii kosmicznych. Prywatne firmy były w tym czasie jedynie podwykonawcami, dostarczającymi części rakiet, satelitów i inne komponenty dla państwowych agencji kosmicznych.
Przełomowym wydarzeniem dla sektora prywatnego było uchwalenie w Stanach Zjednoczonych ustawy Commercial Space Launch Act w 1984 roku. Nowe prawo umożliwiło firmom prywatnym prowadzenie komercyjnych startów rakietowych, co zainicjowało powolny rozwój rynku kosmicznego poza kontrolą państwową.

### Lata 90: rozwój komercyjnych usług
W latach 90. XX wieku sektor prywatny zaczął aktywnie angażować się w wynoszenie satelitów na orbitę. W 1980 roku powstała francuska firma Arianespace, która jako pierwsze przedsiębiorstwo komercyjne zaczęła oferować usługi wynoszenia ładunków w przestrzeń kosmiczną. Ich rakiety z serii Ariane szybko zdobyły dominującą pozycję na rynku.
W Stanach Zjednoczonych firmy takie jak Boeing i Lockheed Martin rywalizowały o kontrakty na wynoszenie satelitów, korzystając z rakiet Delta i Atlas. W 2003 roku wyszło na jaw, że Boeing jest w posiadaniu dokumentów stanowiących tajemnicę handlową firmy Lockheed Martin. Obie firmy w celu zakończenia procesu sądowego, zgodziły się na utworzenie spółki joint venture United Launch Alliance.

### Początek XXI wieku: przełom technologiczny
Przełomowym momentem w rozwoju prywatnych lotów kosmicznych był sukces statku SpaceShipOne w 2004 roku. Pojazd, zaprojektowany przez firmę Scaled Composites i finansowany przez Paula Allena, zdobył nagrodę Ansari X Prize. SpaceShipOne był pierwszym załogowym, prywatnym statkiem kosmicznym, który wykonał dwa suborbitalne loty w ciągu dwóch tygodni. Sukces ten pozwolił na dalszy rozwój turystyki kosmicznej i wyznaczył kierunek dla kolejnych projektów prywatnych firm.
W tym samym okresie powstały takie firmy jak:
- SpaceX (2002) – założony przez Elona Muska, z misją obniżenia kosztów lotów kosmicznych i umożliwienia kolonizacji Marsa[6]
- Blue Origin (2000) – założony przez Jeffa Bezosa, skoncentrowany na rozwoju technologii wielokrotnego użytku[7]
- Virgin Galactic (2004) – stworzony przez Richarda Bransona, skoncentrowany na turystyce suborbitalnej[8]

### Osiągnięcia w drugiej dekadzie XXI wieku
W 2008 roku firma SpaceX osiągnęła historyczny sukces, wynosząc na orbitę pierwszą prywatną rakietę, Falcon 1. Od tego czasu prywatne firmy zrealizowały szereg przełomowych osiągnięć:
- W 2012 roku statek Dragon SpaceX jako pierwszy komercyjny pojazd dostarczył ładunek na Międzynarodową Stację Kosmiczną (ISS)[9];
- W 2015 roku firma Blue Origin jako pierwsza odzyskała rakietę New Shepard po suborbitalnym locie[10];
- W 2020 roku misja Crew Dragon SpaceX stała się pierwszym załogowym lotem realizowanym przez prywatną firmę[11].

## Firmy
Prywatne firmy kosmiczne odegrały kluczową rolę w obniżeniu kosztów dostępu do przestrzeni kosmicznej i umożliwiły szeroką komercjalizację działań w kosmosie.

### SpaceX
SpaceX (Space Exploration Technologies Corp.) działa w sektorze prywatnych lotów kosmicznych. Przykładowe projekty:
- Rakiety wielokrotnego użytku Falcon 9 i Falcon Heavy
- System transportu załogowego i towarowego Dragon
- Program Starship, który ma umożliwić misje międzyplanetarne
- Sieć satelitów Starlink, zapewniająca globalny dostęp do internetu[13]

### Blue Origin
Blue Origin koncentruje się na rozwijaniu technologii wielokrotnego użytku, takich jak rakieta New Shepard i planowana rakieta orbitalna New Glenn.

### Virgin Galactic
Virgin Galactic specjalizuje się w turystyce suborbitalnej. SpaceShipTwo oferuje pasażerom doświadczenie stanu nieważkości oraz widok na Ziemię z granicy kosmosu.

### Rocket Lab
Rocket Lab dostarcza usługi wynoszenia małych satelitów na orbitę. Firma jest znana z rakiety Electron i rozwija technologię pobierania próbek z Marsa.

### Boeing
Boeing rozwija statek załogowy Starliner w ramach programu Commercial Crew NASA.